# Hippolyte Havel

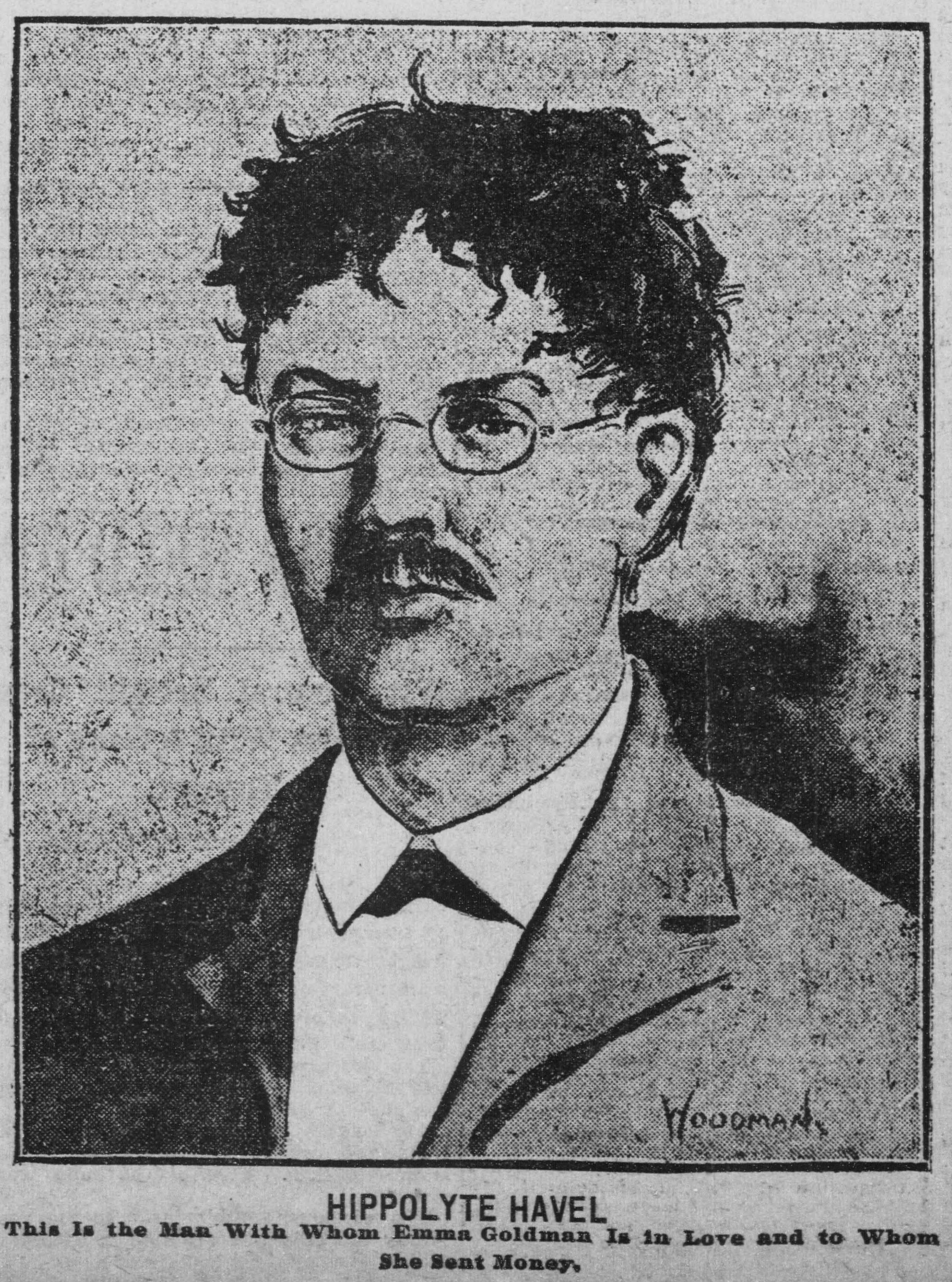
Zeitungsbild von Hippolyte Havel (1901)

Hippolyte Havel (* 1869 in Böhmen, Österreich-Ungarn; † 1950 in New Jersey) war ein Anarchist und enger Freund Emma Goldmans.

## Leben

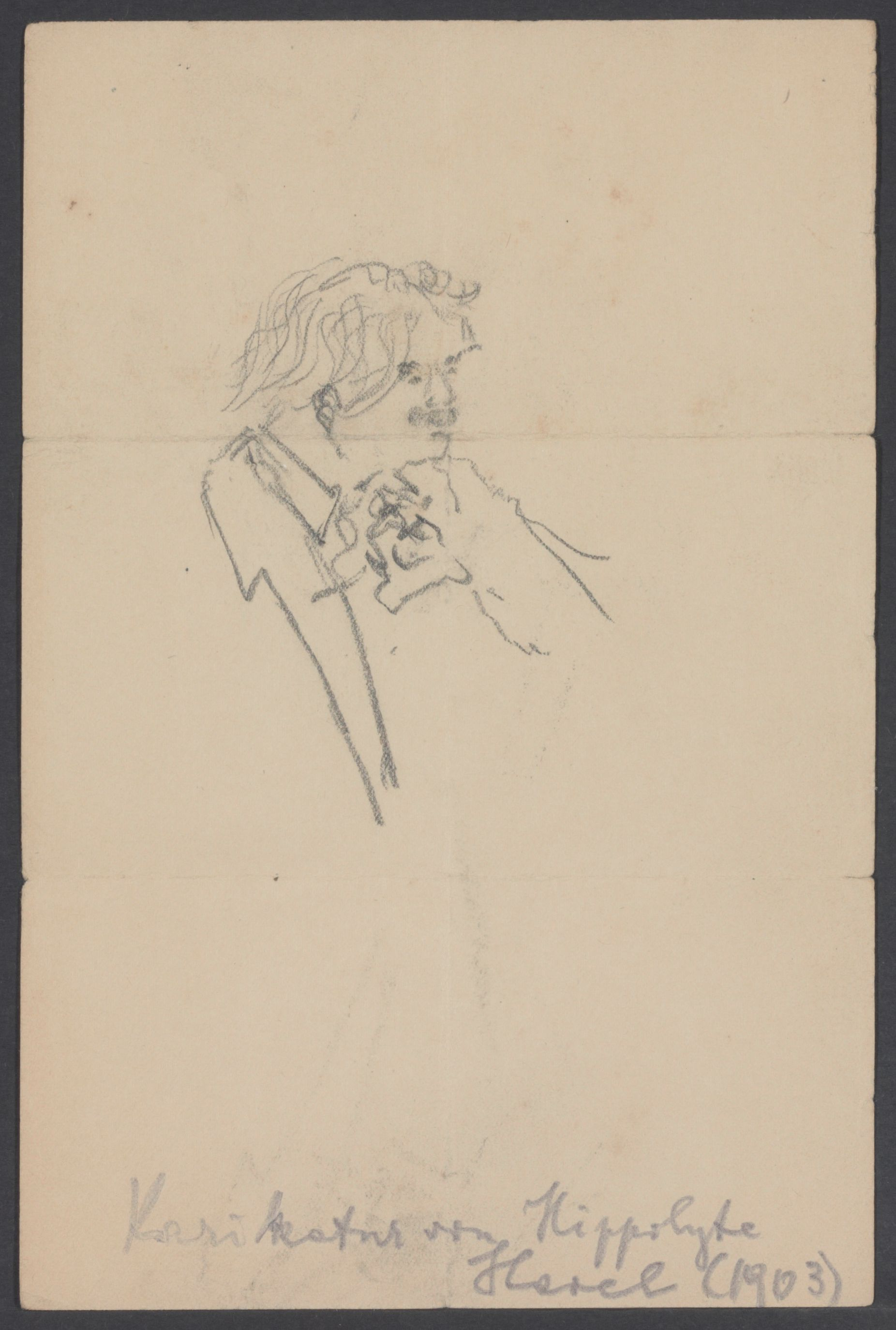
Karikatur von Hippolyte Havel im Nachlass von Pierre Ramus

Havel wurde 1893 oder 1894 in Wien festgenommen, weil er eine aufrührerische Rede gehalten habe und nach einem kurzen Gefängnisaufenthalt deportiert. Nach seiner Rückkehr nach Wien, um seine Familie zu besuchen, wurde er erneut kurz festgenommen. Seiner Haft in einem psychiatrischen Gefängnisflügel entkam er, weil Richard von Krafft-Ebing bestätigte, dass er nicht geisteskrank sei, obwohl er nicht an eine Regierung glaubte. Über Zürich, Paris und Berlin erreichte er London, wo er 1899 Emma Goldman kennenlernte, mit der er eine Affäre hatte. Sie zeigte sich beeindruckt von Havels enzyklopädischem Wissen über die anarchistische Bewegung. Er begleitete sie im folgenden Jahr nach Paris, um den im September stattfindenden internationalen antiparlamentarischen Kongress vorzubereiten. Im Dezember 1900 folgte Havel Emma Goldman nach New York und zog kurz nach seiner Ankunft nach Chicago um. Dort gehörte er zu den zwölf Anarchisten, die nach dem Attentat auf William McKinley verhaftet wurden. Havel zog erneut nach New York, wo er Teil der „Mother-Earth-Familie“ wurde. Es fiel Havel, der laut Emma Goldmans Freund Ben Reitman „auf Deutsch dachte, auf Englisch sprach und in allen Sprachen trinken konnte“, schwer sich an das Leben in den USA zu gewöhnen. Er benötigte oft Geld von Freunden, hatte immer wieder kurzlebige Jobs und trank viel. Als er vor Gericht landete, weil er auf der 5th Avenue in der Öffentlichkeit uriniert hatte, wurde er vom Richter gefragt, warum er nicht wenigstens in eine Seitengasse gegangen sei; Havel antwortete empört, er werde nicht extra dorthin gehen, wo die Armen leben. Mit seiner zeitweisen Partnerin Polly Holladay und ihrem Bruder eröffnete er 1913 im Greenwich Village Polly's Restaurant, wo er als Koch und Kellner arbeitete, der sich bei den Gästen – v. a. Künstler und Intellektuelle – dadurch großer Beliebtheit erfreute, dass er Gäste als „Bourgoisieschweine“ beleidigte. Er bemühte sich, Verbindungen zwischen Künstlern und Anarchisten herzustellen, organisierte Veranstaltungen wie Bälle und Dinner-Partys um den Austausch anzuregen und hielt Vorträge im Ferrer Center. Zu seinen Freunden gehörte Eugene O’Neill, dessen Charakter Hugo Kalmar in The Iceman Cometh auf Havel basiert.  Havel kümmerte sich auch um die im Alter von 19 nach New York gezogene Berenice Abbott.
1917 wurde er erneut kurz verhaftet. Von 1923 bis 1924 arbeitete er als Koch in der Mohegan Colony, bevor er nach Stelton (wohin das Ferrer Center umgezogen war) zurückkehrte, wo er für 25 Jahre lebte. 1932 veröffentlichte er What's Anarchism?, das hauptsächlich aus zusammengestückelten Plagiaten bestand und nicht mehr das Niveau seiner früher veröffentlichten Texte erreichen konnte. 1934 ging er auf eine letzte Tour durch die Vereinigten Staaten. In den letzten Jahren seines Lebens litt er an den Folgen seines Alkoholkonsums und vermutlich an Alzheimer. Er starb 1950 in einem psychiatrischen Krankenhaus in New Jersey.

## Werk
In den USA arbeitete Havel Anfang des 20. Jahrhunderts eine Zeit lang als Herausgeber mehrerer anarchistischer Zeitungen und Zeitschriften, unter anderem der deutschsprachigen Chicagoer Arbeiter-Zeitung. Außerdem schrieb er für Mother Earth und war später Herausgeber von The Revolutionary Almanac (1914) und der Zeitschrift Revolt (1916). Er schrieb Biografien über Voltairine de Cleyre und Emma Goldman sowie einen einleitenden Aufsatz für Goldmans Sammlung Anarchism and Other Essays.